# Launaea angustifolia
Launaea angustifolia là một loài thực vật có hoa trong họ Cúc. Loài này được (Desf.) Kuntze mô tả khoa học đầu tiên năm 1891.